# Diocesi di Kaskar
La diocesi di Kaskar è una sede soppressa della Chiesa d'Oriente, attestata dal IV al XII secolo, e una sede titolare della Chiesa cattolica.

## Storia
Kaskar è un'antica diocesi della Chiesa d'Oriente inserita nella provincia ecclesiastica dell'arcidiocesi di Seleucia-Ctesifonte. La città si trovava nella satrapia dell'Asuristan, nella regione chiamata in siriaco Beth Aramaye; i resti della città scomparsa si trovano oggi nel governatorato iracheno di Wasit.
Secondo la tradizione siriaca, Kaskar è la più antica diocesi cristiana della Persia, fondata direttamente da san Mari nel I secolo. Anche se è dubbia una sua fondazione nel I secolo, nel sinodo di Seleucia-Ctesifonte del 410 tale tradizione fu riconosciuta con l'attribuzione ai suoi vescovi del secondo posto nell'ordine gerarchico della Chiesa persiana, dopo il catholicos di Seleucia-Ctesifonte. Inoltre in questo sinodo ai suoi vescovi fu assegnato il titolo di natar kursya, ossia di custode del Trono Patriarcale durante la vacanza della sede.
Fino allo scisma di Beth Lapat del 484, i suoi vescovi erano in comunione con l'oecumene cristiana. I primi vescovi noti, ʿAbdishoʿ, Paolo, Abda e Adona, sono annoverati tra i santi martiri persiani, che subirono il martirio nel corso delle persecuzioni del IV secolo. Il primo vescovo documentato è Abner, che venne deposto nel concilio del 410 e sostituito da Mari, ancora documentato nel 424.
In seguito si sussegue una lunga serie di vescovi di Kaskar, una trentina circa, fino al XII secolo. Secondo le liste delle diocesi della Chiesa d'Oriente riportate da Elia di Damasco nel IX secolo, Kaskar era una delle tredici diocesi suffraganee dipendenti dal catholicos e patriarca di Seleucia-Ctesifonte. Probabilmente durante l'episcopato di Ormisda alla fine dell'XI secolo la sede vescovile fu trasferita da Kaskar a Wasit, sulla riva opposta del fiume Tigri; il titolo di "Wasit" è già documentato nell'899, in occasione della vacanza della sede episcopale.
Dal 1967 Kaskar è annoverata tra le sedi arcivescovili titolari della Chiesa cattolica con il titolo di Kaskar dei Caldei (in latino Kaskar Chaldaeorum); il titolo è vacante dal 3 dicembre 2003.

## Cronotassi

### Vescovi di credo niceno
- ʿAbdishoʿ I † (menzionato nel 315)
- Paolo † (? - circa 341/350 deceduto)
- Sant'ʿAbda † (? - 377 deceduto)
- ʿAdona †
- Abner † (? - 410 deposto)
- Mari I † (410 - dopo il 424)

### Vescovi della Chiesa d'Oriente
- Emmanuele I † (menzionato nel 485)
- ʿAbdishoʿ II † (menzionato nel 486)
- Emmanuele II † (menzionato nel 497)
- Samuele † (tra il 524 e il 540)
  - Barshaba † (tra il 524 e il 540) (intruso)
- Shubhalmaran † (prima del 552 - dopo il 554)
- Mari II † (prima del 567 - dopo il 576)
- Giuseppe † (menzionato nel 585)
- Gregorio †
- Teodoro † (menzionato nel 605)
- Yazdapneh † (prima del 649 - dopo il 659)
- Aba † (? - circa 740/741 eletto patriarca della Chiesa d'Oriente)
- Isacco † (menzionato nel 773 circa)
- Tommaso † (menzionato nel 780)
- Brikh-Baroyeh † (menzionato nel 790)
- Zaccaria † (menzionato nell'823)
- Bawai † (prima dell'850 - dopo l'853)
- Israele I † (? - circa 876 eletto patriarca della Chiesa d'Oriente)
- Hnanishoʿ † (menzionato nell'884)
- Anonimo (Hnanishoʿ  ?) † (menzionato nell'891)
- Davide † (menzionato nel 905/906)
- Israele II † (? - 961 eletto patriarca della Chiesa d'Oriente)
- Abramo † (all'epoca del patriarca Mar Abdisho I - 963-986)
- Elia † (menzionato nel 986)
- Ishoʿ † (all'epoca del patriarca Mar Mari bar Toba - 987-999)
- Simone † (? - prima del 1018 nominato metropolita di Kirkuk)
- Mari Ibn Kura † (prima del 1049 - circa 1057 deceduto)
- Ormisda di Kaskar † (prima del 1072 - dopo il 1075)
- Ormisda di Wasit † (menzionato nel 1092)
- Sabrishoʿ † (all'epoca del patriarca Mar Elia II - 1111-1133)
- Anonimo † (menzionato nel 1134)

### Arcivescovi titolari della Chiesa cattolica
- Emmanuel-Karim Delly † (6 maggio 1967 - 3 dicembre 2003 confermato patriarca di Babilonia dei Caldei)